# Plik relokowalny
Plik relokowalny (ang. relocatable file) to rodzaj pliku obiektowego generowanego przez kompilator lub asembler podczas kompilacji pliku z kodem źródłowym. Plik relokowalny może zostać również utworzony przez konsolidator w wyniku połączenia kilku plików relokowalnych. Proces ten nazywamy konsolidacją przyrostową.
Pliki relokowalne są przeznaczone do późniejszego przetwarzania przez konsolidator w celu otrzymania pliku wykonywalnego lub biblioteki dynamicznej. Istnieje też możliwość załadowania pliku relokowalnego do pamięci wykonywanego programu, a następnie odwoływania się do symboli zdefiniowanych w tym pliku (np. odczytu i modyfikacji zmiennych globalnych oraz wywoływania funkcji). Wspomniana możliwość jest wykorzystywana przez systemy operacyjne z jądrem monolitycznym do ładowania modułów jądra oraz przez programy trybu użytkownika do ładowania wtyczek.
Pliki relokowalne zwykle mają rozszerzenie .o w systemach Unix oraz .obj w Microsoft Windows.